# Удерна
У́дерна (ест. Uderna küla) — село в Естонії, у волості Елва повіту Тартумаа.

## Населення
Чисельність населення на 31 грудня 2011 року становила 125 осіб.

## Географія
Через населений пункт проходить автошлях 22159 (Елва — Палупера — Кягрі).

## Історія
До 24 жовтня 2017 року село входило до складу волості Ринґу.

## Пам'ятки
- Головна будівля маєтку Удерна, пам'ятка архітектури 19-го ст.[2]
- Парк маєтку Удерна[3]

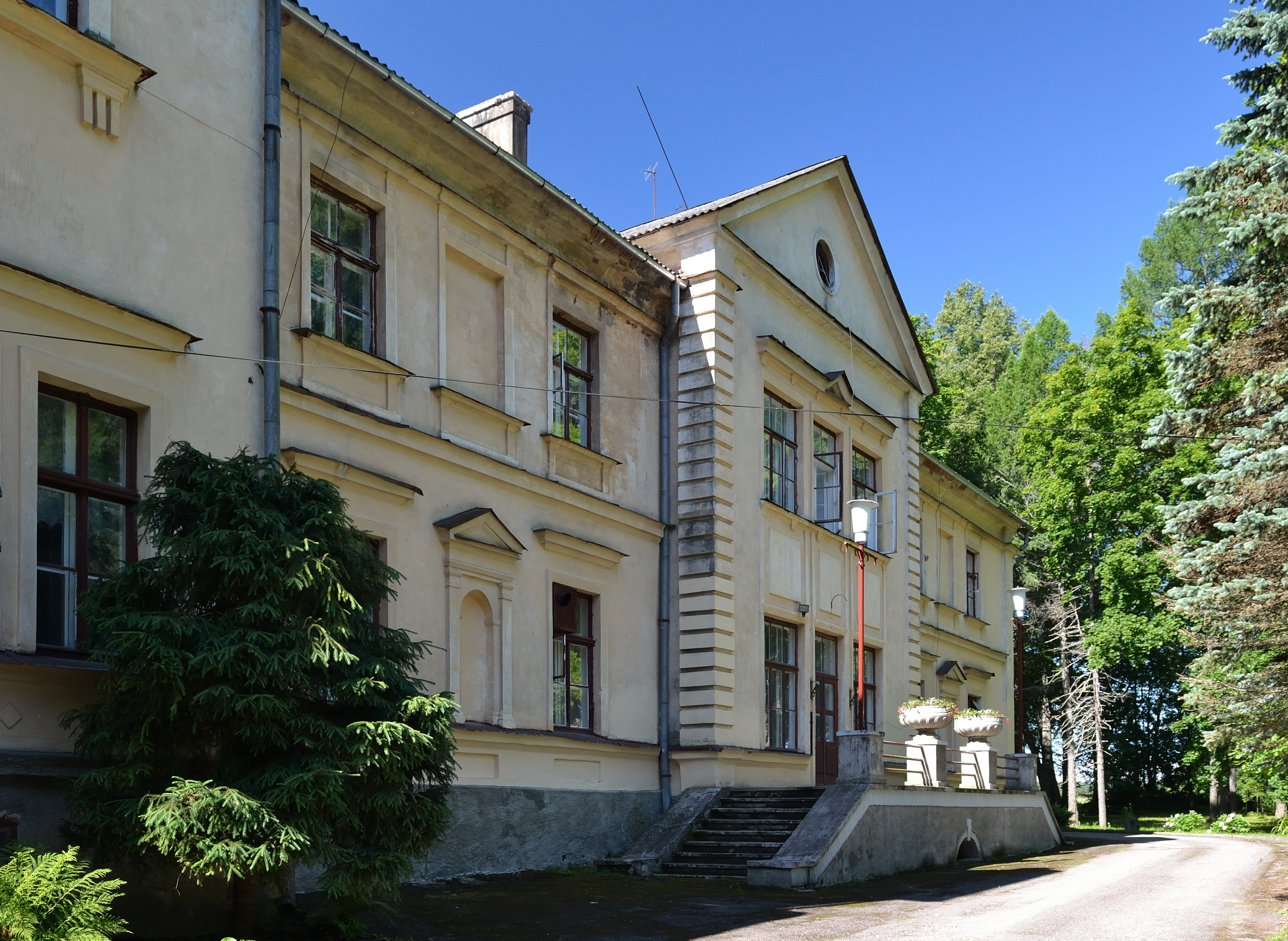
Головна будівля маєтку Удерна
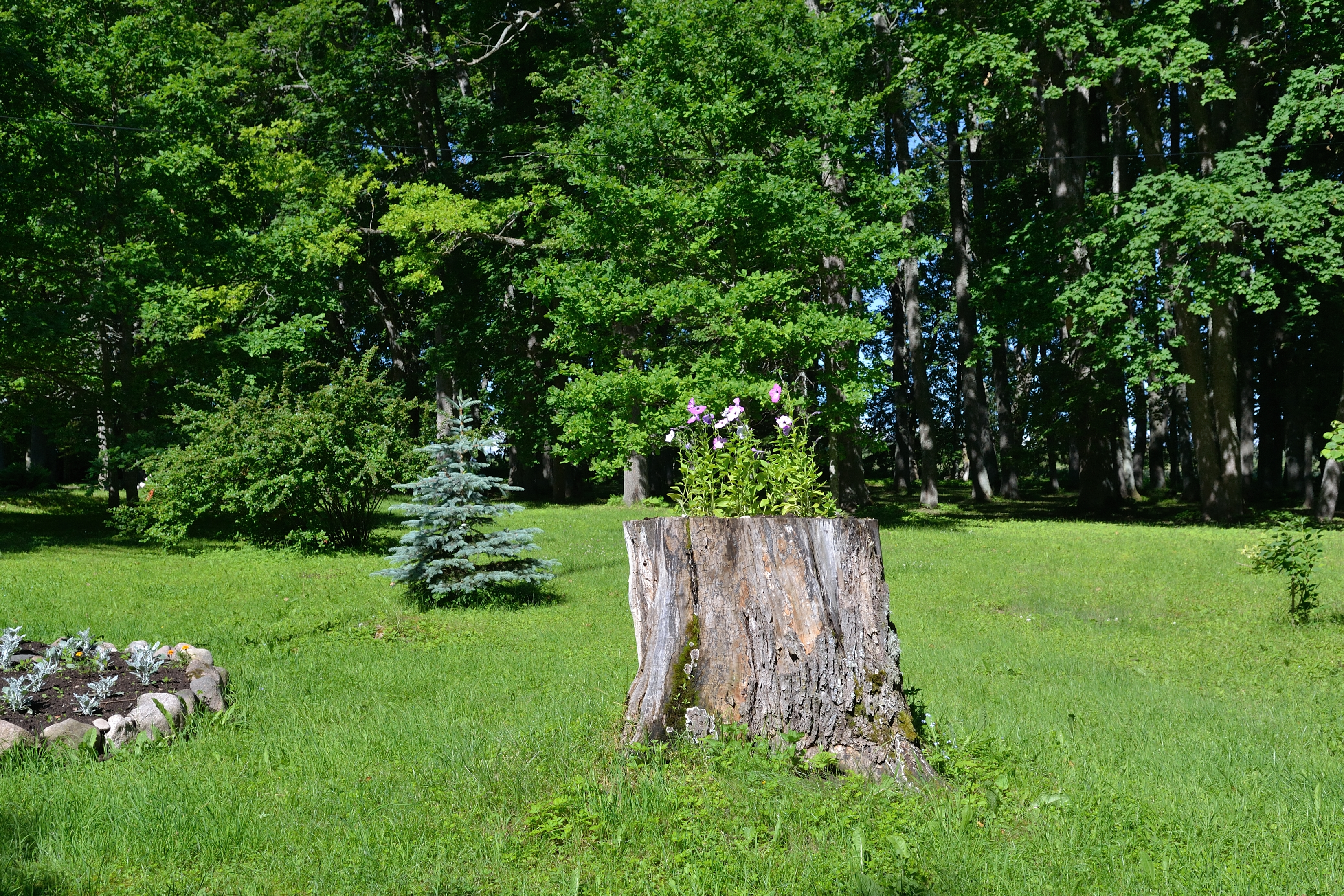
Парк маєтку Удерна